# Strade Bianche
La Strade Bianche (en español: carreteras blancas) es una carrera profesional de ciclismo en ruta de un día que se disputa en la región de Toscana, en Italia. El nombre alude al color claro del tipo de camino agrícola de tierra (”sterrato”) por el que discurre la mayor parte del recorrido, en contraste con el negro del asfalto.
Su recorrido actual transcurre principalmente por la provincia de Siena, con salida y llegada en la propia capital, en cuya Piazza del Campo tiene la meta. Se celebra el primer sábado de marzo y pertenece al calendario UCI WorldTour, máxima categoría de las carreras profesionales.
La Strade Bianche fue creada en 2007. Desde entonces, se ha celebrado anualmente sin interrupciones.
A pesar de su corta vida es una clásica muy codiciada e importante para los corredores. Se caracteriza por sus tramos de “sterrato”, con una distancia total que suele rondar los 50-60 km (repartidos en sectores), y las pequeñas colinas de la región Toscana, que figuran a lo largo de todo el recorrido.
Con tres victorias, Fabian Cancellara y Tadej Pogačar son los ciclistas más laureados de la prueba. Como homenaje por sus triunfos la organización bautizó en 2017 con su nombre un tramo de sterrato del Monte Sante Marie.
Está organizado por RCS Sport y desde 2015 la carrera cuenta con una versión femenina.

## Historia
Los orígenes de la Strade Bianche datan del año 1997, con la edición inaugural de la marcha cicloturista «L'Eroica», aunque no fue hasta 2007 cuando se celebró la 1.ª edición de la carrera profesional, con el nombre de «Monte Paschi Eroica», por su patrocinador el banco Monte Paschi, la entidad financiera en funcionamiento más antigua del mundo.
Inspirada en la París-Roubaix y Ronde van Vlaanderen, la Strade Bianche se celebró inicialmente en octubre pero rápidamente se estableció, desde 2008, en el primer sábado de marzo, una semana después del «fin de semana inaugural» belga y pocos días antes de celebrarse la Tirreno-Adriático. En 2009, el nombre fue cambiado a «Montepaschi Strade Bianche» y luego a «Strade Bianche», en 2012, cuando el banco terminó su patrocinio.
En su primera edición, la carrera formó para del UCI Europe Tour, dentro de la categoría 1.1, categoría más baja de los circuitos continentales. Desde entonces, la prueba italiana ha ido ganando protagonismo rápidamente, siendo una de las clásicas más prestigiosas de la actualidad a pesar de su escasa antigüedad, pasando a la categoría 1.HC en 2015 y a UCI World Tour en 2017.

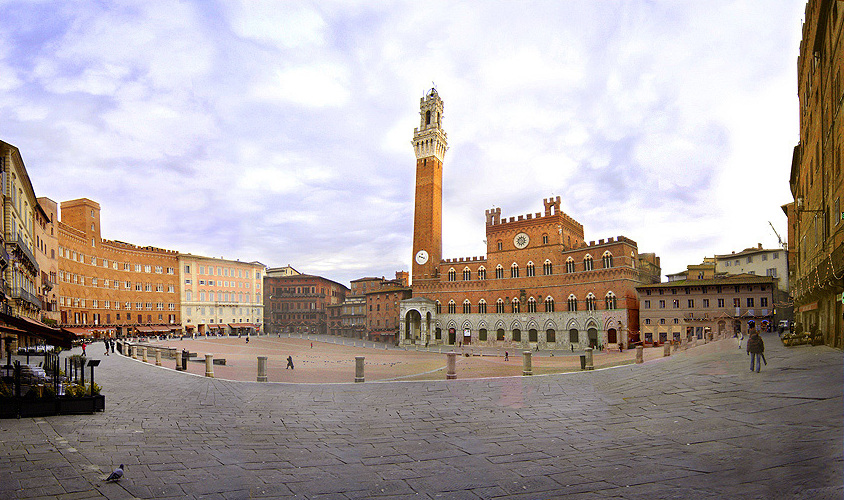
Piazza del Campo, final de la Strade Bianche en todas sus ediciones.

### Recorrido
Desde su creación, la Strade Bianche ha sufrido cambios en su trazado, aunque siempre manteniendo su esencia, el “sterrato”. Hasta la edición de 2013, la salida había sido siempre la misma, Gaiole in Chianti, pero en los dos años siguientes partió desde la localidad de San Gimignano, al noroeste de Siena, estrenándose en 2016 la propia ciudad de Siena como inicio de la prueba.
Respecto a la llegada, la localidad de Siena, y concretamente la Piazza del Campo, es, desde la primera edición, el final de la carrera y en torno a la cual se desarrolla la clásica. En 2009, se adoptó el modelo para los últimos 20 km que se ha mantenido estable hasta la actualidad, destacando el cambio de acceso a la meta, llegando a la Piazza a través de la Via Santa Caterina, un corto pero duro repecho final con rampas de hasta el 16% y con la superficie adoquinada.

### Sendas Blancas
En España se celebran competiciones y marchas inspiradas en la Strade Bianche bajo el nombre Sendas Blancas, como la de la Comarca de las Vegas de Madrid, o la del Parque Regional del río Guadarrama.
A nivel profesional, desde 2022 se disputa la Clásica Jaén Paraíso Interior. Esta carrera, aunque no pertenece al nivel World Tour, está ganando popularidad debido a la similitud con la Strade Bianche. Ciclistas como Michał Kwiatkowski o Tadej Pogačar, múltiples ganadores en Siena, han conseguido imponerse en la clásica española.

## Palmarés
| Año                        | Ganador              | Segundo            | Tercero               |
| -------------------------- | -------------------- | ------------------ | --------------------- |
| Monte Paschi Eroica        |                      |                    |                       |
| 2007                       | Aleksandr Kolobnev   | Marcus Ljungqvist  | Mijailo Jalilov       |
| 2008                       | Fabian Cancellara    | Alessandro Ballan  | Linus Gerdemann       |
| Montepaschi Strade Bianche |                      |                    |                       |
| 2009                       | Thomas Lövkvist      | Fabian Wegmann     | Martin Elmiger        |
| 2010                       | Maxim Iglinskiy      | Thomas Lövkvist    | Michael Rogers        |
| 2011                       | Philippe Gilbert     | Alessandro Ballan  | Damiano Cunego        |
| Strade Bianche             |                      |                    |                       |
| 2012                       | Fabian Cancellara    | Maxim Iglinskiy    | Oscar Gatto           |
| 2013                       | Moreno Moser         | Peter Sagan        | Rinaldo Nocentini     |
| 2014                       | Michał Kwiatkowski   | Peter Sagan        | Alejandro Valverde    |
| 2015                       | Zdeněk Štybar        | Greg Van Avermaet  | Alejandro Valverde    |
| 2016                       | Fabian Cancellara    | Zdeněk Štybar      | Gianluca Brambilla    |
| 2017                       | Michał Kwiatkowski   | Greg Van Avermaet  | Tim Wellens           |
| 2018                       | Tiesj Benoot         | Romain Bardet      | Wout van Aert         |
| 2019                       | Julian Alaphilippe   | Jakob Fuglsang     | Wout van Aert         |
| 2020                       | Wout van Aert        | Davide Formolo     | Maximilian Schachmann |
| 2021                       | Mathieu van der Poel | Julian Alaphilippe | Egan Bernal           |
| 2022                       | Tadej Pogačar        | Alejandro Valverde | Kasper Asgreen        |
| 2023                       | Thomas Pidcock       | Valentin Madouas   | Tiesj Benoot          |
| 2024                       | Tadej Pogačar        | Toms Skujiņš       | Maxim Van Gils        |
| 2025                       | Tadej Pogačar        | Thomas Pidcock     | Tim Wellens           |

## Estadísticas

### Más victorias
| Ciclista           | Victorias | Años              |
| ------------------ | --------- | ----------------- |
| Fabian Cancellara  | 3         | 2008, 2012 y 2016 |
| Tadej Pogačar      | 3         | 2022, 2024, 2025  |
| Michał Kwiatkowski | 2         | 2014, 2017        |

En negrilla corredores activos.

### Victorias consecutivas
- Dos victorias seguidas:
  -  Tadej Pogačar (2024, 2025)

### Otros datos
- La edición más rápida tuvo lugar en la edición de 2025: 40,705 km/h  Tadej Pogačar.[12]

## Palmarés por países
Hasta la edición 2025
| País            | Victorias | 2.º lugar | 3.º lugar | Total | Último vencedor              |
| --------------- | --------- | --------- | --------- | ----- | ---------------------------- |
| Bélgica         | 3         | 2         | 6         | 11    | Wout van Aert en 2020        |
| Suiza           | 3         | -         | 1         | 4     | Fabian Cancellara en 2016    |
| Eslovenia       | 3         | -         | -         | 3     | Tadej Pogačar en 2025        |
| Polonia         | 2         | -         | -         | 2     | Michał Kwiatkowski en 2017   |
| Italia          | 1         | 3         | 4         | 8     | Moreno Moser en 2013         |
| Francia         | 1         | 3         | -         | 4     | Julian Alaphilippe en 2019   |
| Suecia          | 1         | 2         | -         | 3     | Thomas Lövkvist en 2009      |
| Kazajistán      | 1         | 1         | -         | 2     | Maxim Iglinskiy en 2010      |
| República Checa | 1         | 1         | -         | 2     | Zdeněk Štybar en 2015        |
| Reino Unido     | 1         | 1         | -         | 2     | Thomas Pidcock en 2023       |
| Rusia           | 1         | -         | -         | 1     | Aleksandr Kolobnev en 2007   |
| Países Bajos    | 1         | -         | -         | 1     | Mathieu van der Poel en 2021 |
| Eslovaquia      | -         | 2         | -         | 2     |                              |
| España          | -         | 1         | 2         | 3     |                              |
| Alemania        | -         | 1         | 2         | 3     |                              |
| Dinamarca       | -         | 1         | 1         | 2     |                              |
| Letonia         | -         | 1         | -         | 1     |                              |
| Ucrania         | -         | -         | 1         | 1     |                              |
| Australia       | -         | -         | 1         | 1     |                              |
| Colombia        | -         | -         | 1         | 1     |                              |

En negrita corredores activos.